# Тимофіївка гірська
Тимофіївка гірська (Phleum montanum) — вид рослин з родини злакових (Poaceae); поширений у південно-східній Європі, західній Азії й Афганістані.

## Опис
Багаторічна рослина 50–60 см. Листки 1.5–3.5 мм завширшки, жорсткі. Суцвіття вузько-циліндричне, часто переривчасте, 7–9 см завдовжки, 6–7 мм завширшки. Колоскові луски 3–3.5 мм завдовжки, з остеподібним закінченням до 1 мм завдовжки, на кілі й бічних жилах з довгими віями. Кореневища витягнуті. Стебла прямостійні; 12–85 см завдовжки; 2–3-вузлові. Листові пластини плоскі або звивисті; 2–21 см завдовжки. Суцвіття — волоть завдовжки 1.4–20 см.

## Поширення
Поширений у південно-східній Європі, західній Азії й Афганістані.
В Україні зростає на щебенистих гірських схилах і скелях, у заростях кущів на місці зведених лісів, на лісових галявинах — у Карпатах і гірському Криму (включаючи передгір'я і частково Південний Берег Криму).

## Використання
Кормова рослина.